# Giljeva
La Giljeva (en serbe cyrillique : Гиљева) est une montagne de Serbie située dans la chaîne du Zlatar et dans les Alpes dinariques. Son point culminant, le mont Đed, s'élève à une altitude de 1 499 m.

## Géographie
La Giljeva est située au sud-ouest de la Serbie centrale. Elle est entourée par les monts Ozren à l'ouest, Javor au nord et Jarut à l'est. Elle est bordée au sud par le plateau de Pešter.

## Infrastructures et localités
Le nord de la Giljeva est longé par route nationale 8, qui mène de Prijepolje à Sjenica et, au-delà, à Novi Pazar. Une route régionale longe les pentes occidentales de la montagne en direction du sud, conduisant de Sejenica à Trešnjevica (97 hab.) en passant par le col de Jelenak (1 514 m) ; une autre route conduit de Sjenica à Raždaginja (418 hab.) ; parmi les autres villages de la Giljeva, on peut citer Buđevo (91 hab.),.